# Horário do Nepal
Horário do Nepal ou Nepal Time (NPT) é o fuso horário para o Nepal. Com um deslocamento de tempo de UTC de UTC+05:45 em todo o Nepal, é um dos três únicos fusos horários com um deslocamento de 45 minutos do UTC. (Os outros são Fuso horário padrão Chatham (ilhas ao largo da Nova Zelândia), com um deslocamento de UTC+12:45, e o não oficial Fusos horários na Austrália, com um deslocamento de UTC+08:45.)
NPT é uma aproximação de Kathmandu Horário médio local, que é 5:41:16 à frente de UTC. O meridiano padrão atravessa o pico da montanha Gaurishankar a cerca de 100 km a leste de Katmandu.
Nepal usou a hora solar local até 1920, em Kathmandu UTC+05:41:16. Em 1920, o Nepal adotou o Horário Padrão da Índia, UTC+05:30. Em 1986, o Nepal avançou seus relógios em 15 minutos, dando-lhes um fuso horário de UTC+05:45.